# Anni Schneider
Anna Hedwig „Anni“ Schneider (* 19. Januar 1930 in Höhr; † 28. August 2001 in Homburg) war eine deutsche Politikerin (SPD). Sie war von 1980 bis 1983 Abgeordnete im Landtag von Rheinland-Pfalz.

## Leben
Anni Schneider besuchte bis 1940 die Volksschule und anschließend bis 1946 die Realschule in Höhr-Grenzhausen. Nach der Mittleren Reife absolvierte sie eine keramische Ausbildung und arbeitete 1951/52 als keramische Malerin. Von 1953 bis 1958 ging sie einer Tätigkeit als Sekretärin nach, zunächst in einem Hotel, dann an einer amerikanischen Schule in Deutschland. Danach war sie Hausfrau. Ab 1971 vollzog sie einen Lehrgang für Hauswirtschaft, den sie 1974 mit der Meisterprüfung abschloss. 1979 wurde sie zudem als Sportlehrerin in Teilzeit an einer Kreuznacher Schule eingestellt.
Schneider trat in die SPD ein und gehörte von 1968 bis 1977 dem Kreis- und Unterbezirksvorstand Bad Kreuznach an. Von 1968 bis 1980 war sie Mitglied des Bezirksfrauenausschusses und des Bezirksvorstandes der Arbeitsgemeinschaft sozialdemokratischer Frauen (ASF).
Ab 1969 war sie Mitglied im Kreistag des Landkreises Bad Kreuznach. Dem Rheinland-Pfälzischen Landtag gehörte sie vom 1. Dezember 1980, als sie für den ausgeschiedenen Abgeordneten Günther Leonhart nachrückte, bis 1983 an. Im Parlament war sie Mitglied des Petitionsausschusses.
Schneider betätigte sich ehrenamtlich in der Förderung des Frauensports. Sie war ab 1975 Mitglied im Frauenausschuss des Sportbundes Rheinland, ab 1978 Vorsitzende des Turngaus Nahetal, Frauenwartin im Sportkreis Bad Kreuznach und Mitglied im Frauenausschuss des Landessportbundes Rheinland-Pfalz. Ferner war sie Mitglied der IG Metall.